# David Toms
Pour les articles homonymes, voir Toms.
David Toms, né le 4 janvier 1967 à Monroe, est un golfeur américain.
Rejoignant le PGA Tour en 1992 il occupe de nombreuses années les premières places à l'ordre des gains. C'est en 2001 qu'il obtient une première victoire dans un Majeurs: il triomphe lors de l'USPGA établissant au passage avec 265, soit 14 coups sous le par, le plus beau score réalisé sur un par 72 dans un tournoi du grand chelem.